# Skulpturparken vid Neue Nationalgalerie

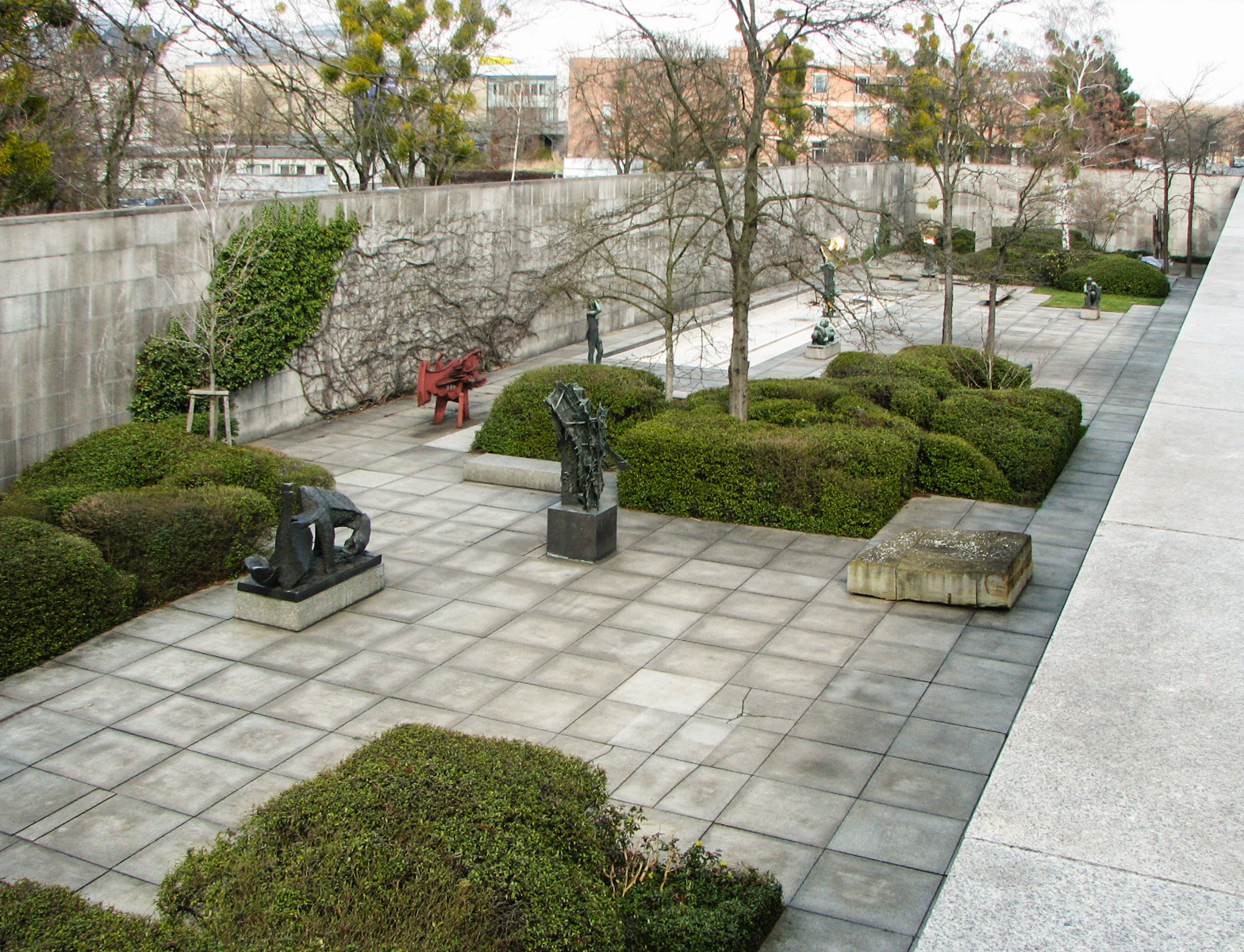
Skulpturparken vid Neue Nationalgalerie

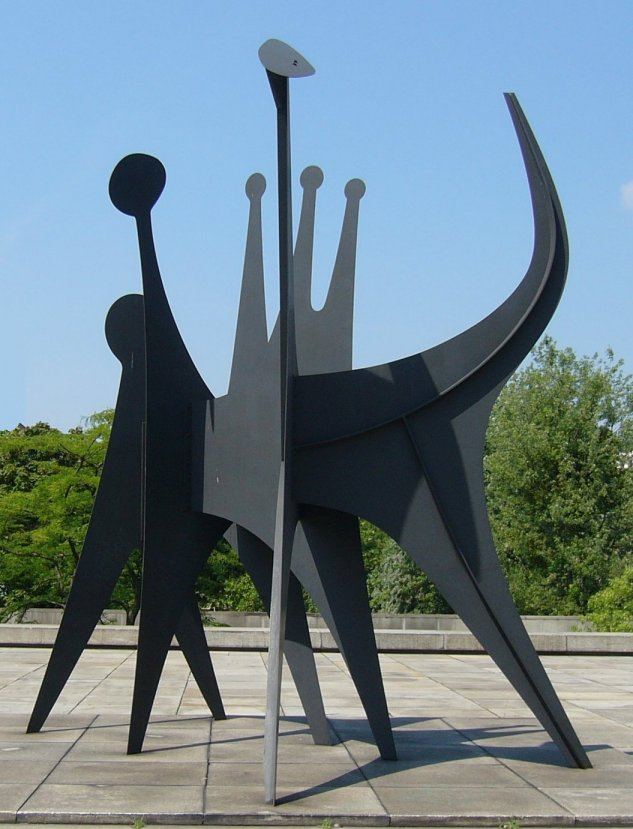
Têtes et Queue av Alexander Calder

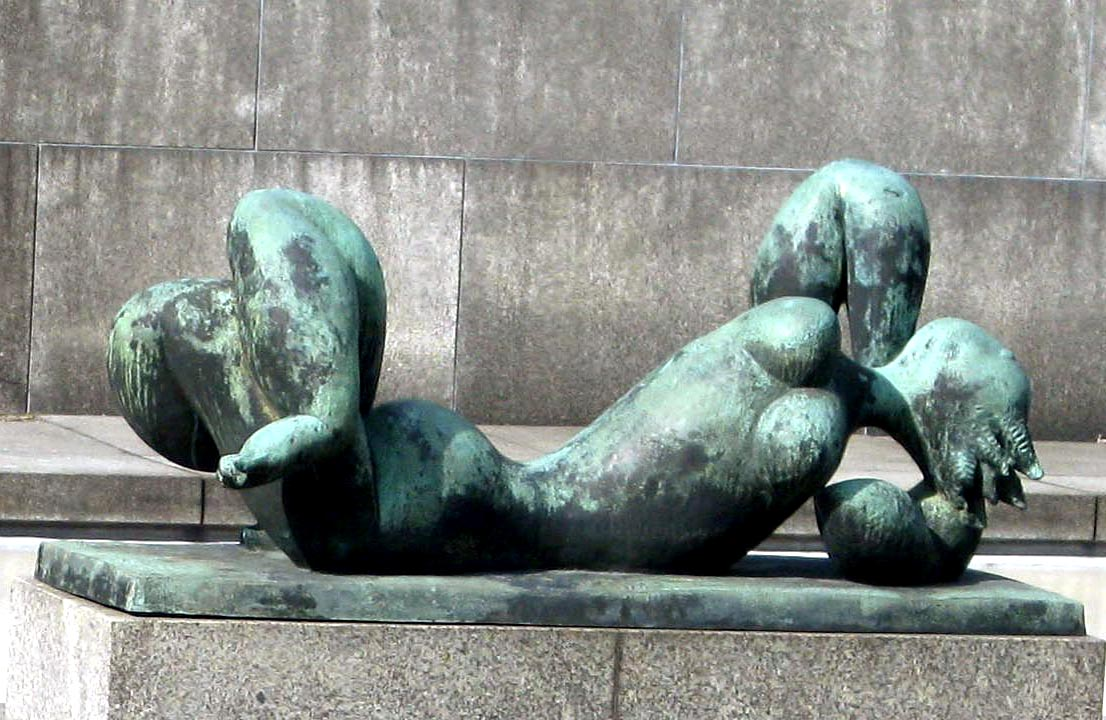
Träumende av Waldemar Grzimek i förgrunden, Hösten av Henri Laurens i bakgrunden

Skulpturparken vid Neue Nationalgalerie är en skulpturpark vid Neue Nationalgalerie i Berlin.

## Skulpturer
- Polis, 1968, av Joannis Avramidis
- Tor i Karlsbad, 1991, av Volker Bartsch
- Seitigkeiten, 1998, av Volker Bartsch
- Histoire und Histologie, 2003, av Silvia Breitwieser
- Faltenwerfung, 2003, av Katja Natascha Busse
- Têtes et Queue, 1965, av Alexander Calder
- Gudari, 1965, av Eduardo Chillida
- Grosser Schreitender I, 1921, av Ernesto de Fiori
- Meditation gegen das Schweigen, 2003, av Sylvia Christina Fohrer
- Grosse Neeberger Figur, 1971-74, av Wieland Förster
- Bohrung XI, 1985, av Nikolaus Gerhart
- Träumende, 1964, av Waldemar Grzimek
- Altar, 1975, av Volkmar Haase
- Raumschichtung 60/20, 1960, av Otto Herbert Hajek
- Stål 4/63, 1963, av Erich Hauser
- Drei vertikale Motive, 1966-67, av Bernhard Heiliger
- Eko I och II, 1987, av Bernhard Heiliger
- Constellation, 1991, av Bernhard Heiliger
- Dietrich Bonhoeffer, 1977, av Alfred Hrdlicka
- Utan titel, 1990, av Hans Josephsohn
- Grosser Janus II, 1985/95, av Fritz Koenig
- Hösten, 1948, av Henri Laurens
- Stahlblatt Nr. 5, 1986, av Alf Lechner
- På stranden, 1968-70, av Wilhelm Loth
- Punch, 1966, av Bernhard Luginbühl
- Platzgestaltung Kulturforum, 1992, av Heinz Mack
- Maja, 1942, av Gerhard Marcks
- Orpheus, 1959, av Gerhard Marcks
- Skriet, 1963, av Marino Marini
- Afrika IV, 1962, av Matschinsky-Denninghoff
- The Archer, 1964, av Henry Moore
- Broken Obelisk, 1963-67, av Barnett Newman
- Die Bastion,  1980-81, av Ansgar Nierhoff
- Stenskulptur, 1984, av Karl Prantl
- Ringen, 1985, av Norbert Radermacher
- Grosse Wäscherin, 1917-18, av Auguste Renoir
- Vier Vierecke im Geviert, 1969, av George Rickey
- Stenskulptur 2 av Ulrich Rückriem
- Dolomit, 1978, av Ulrich Rückriem
- Berlin Block Charlie Chaplin, 1978, av Richard Serra
- Berlin Junction, 1986-87, av Richard Serra
- Hästhuvud, 1976, av Hans Wimmer

## Fotogalleri

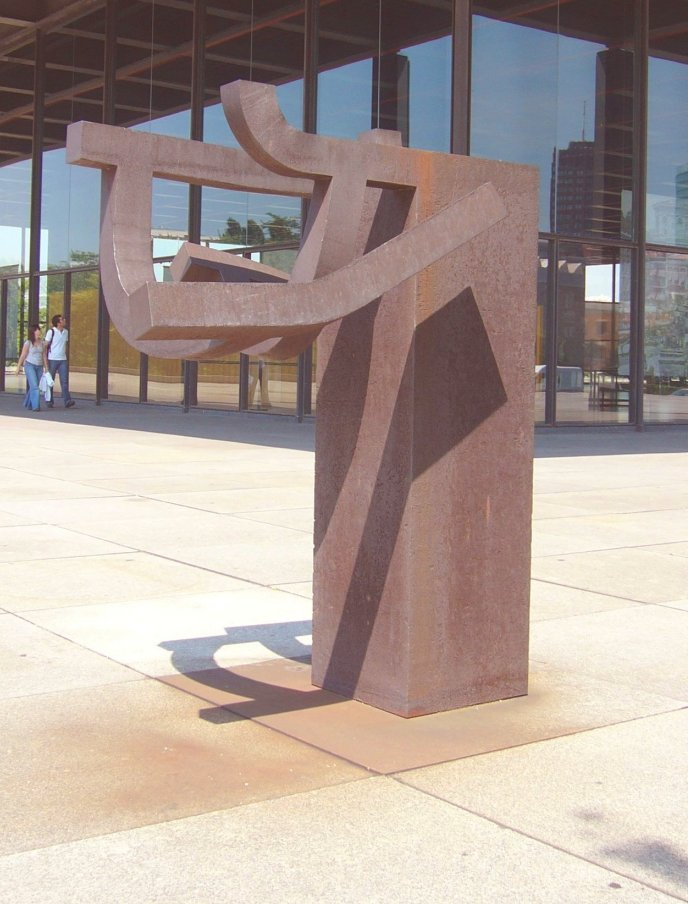
Gudari av Eduardo Chillida
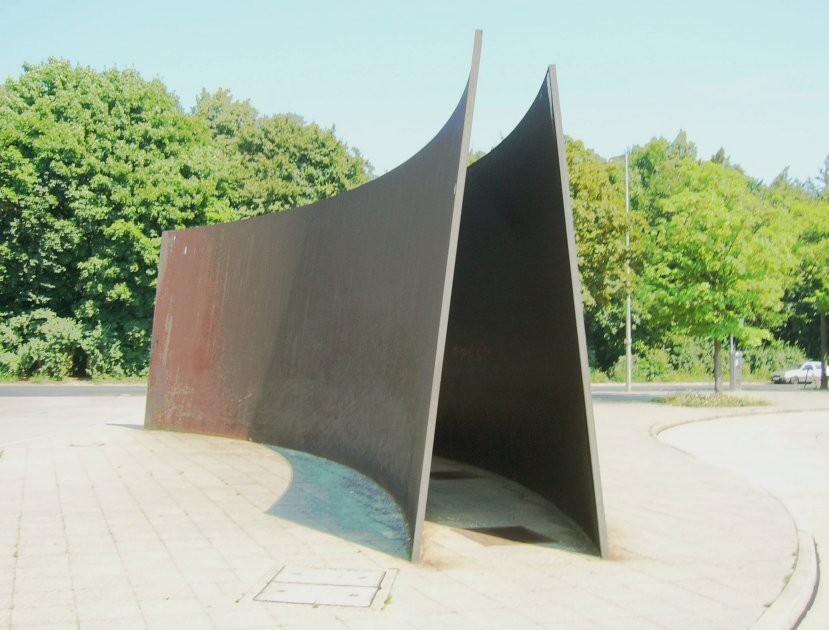
Berlin Junction av Richard Serra
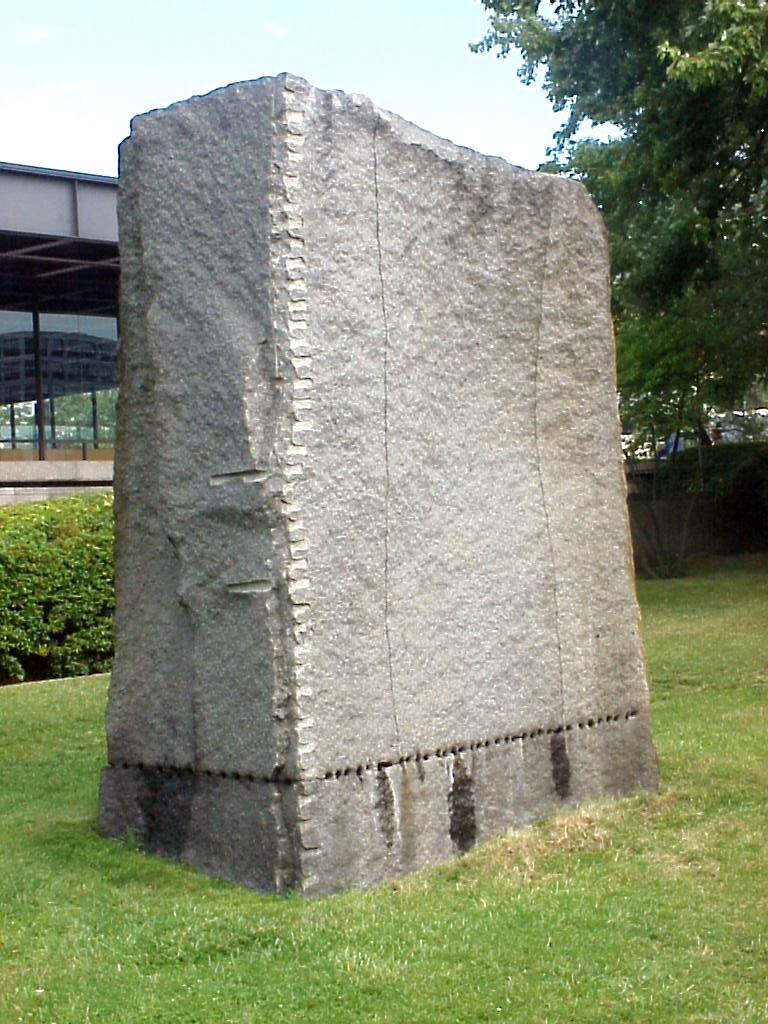
Stenskulptur av Ulrich Rückriem
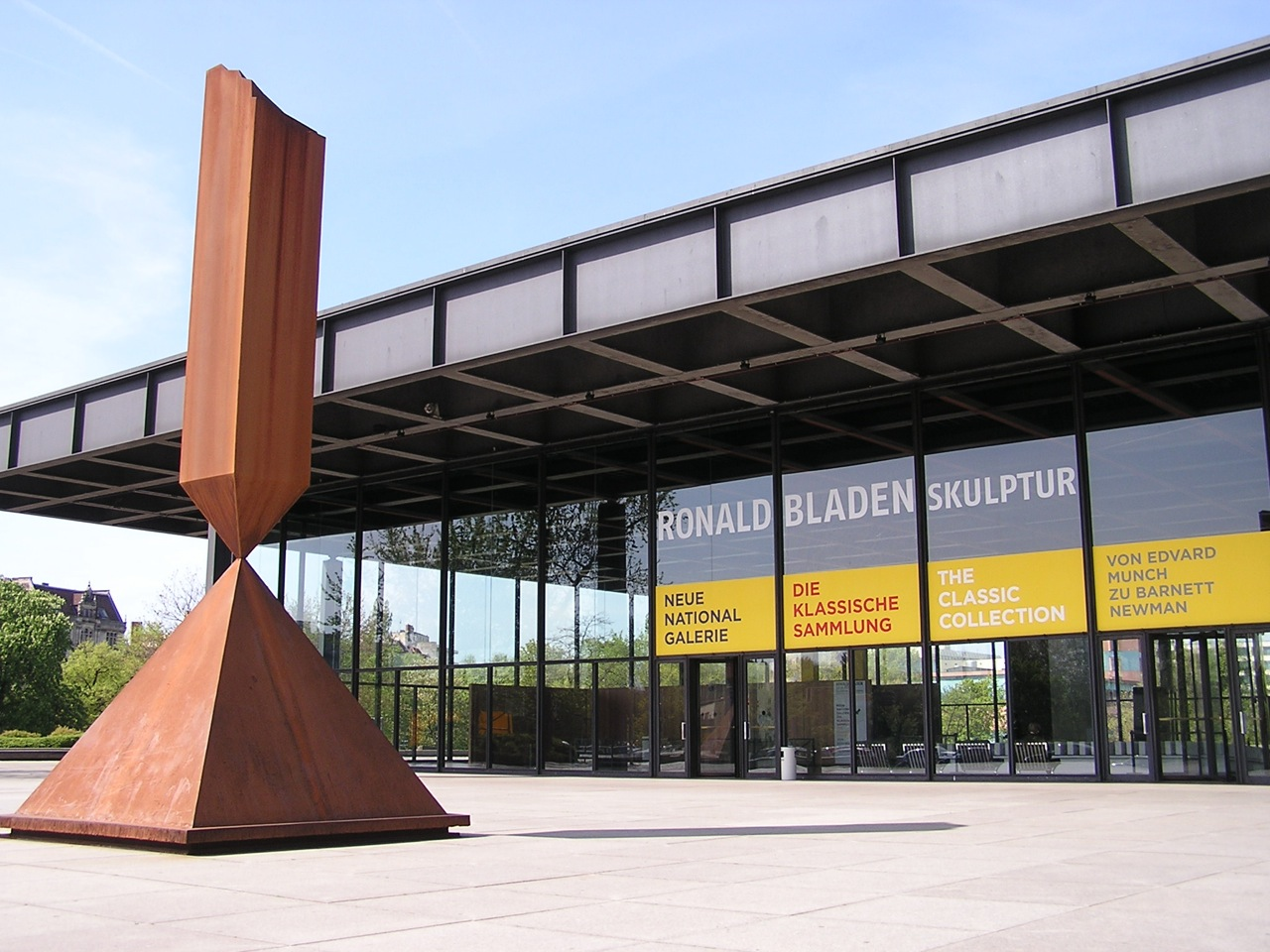
Broken Obelisk av Barnett Newman
Vier Vierecke im Geviert av George Rickey
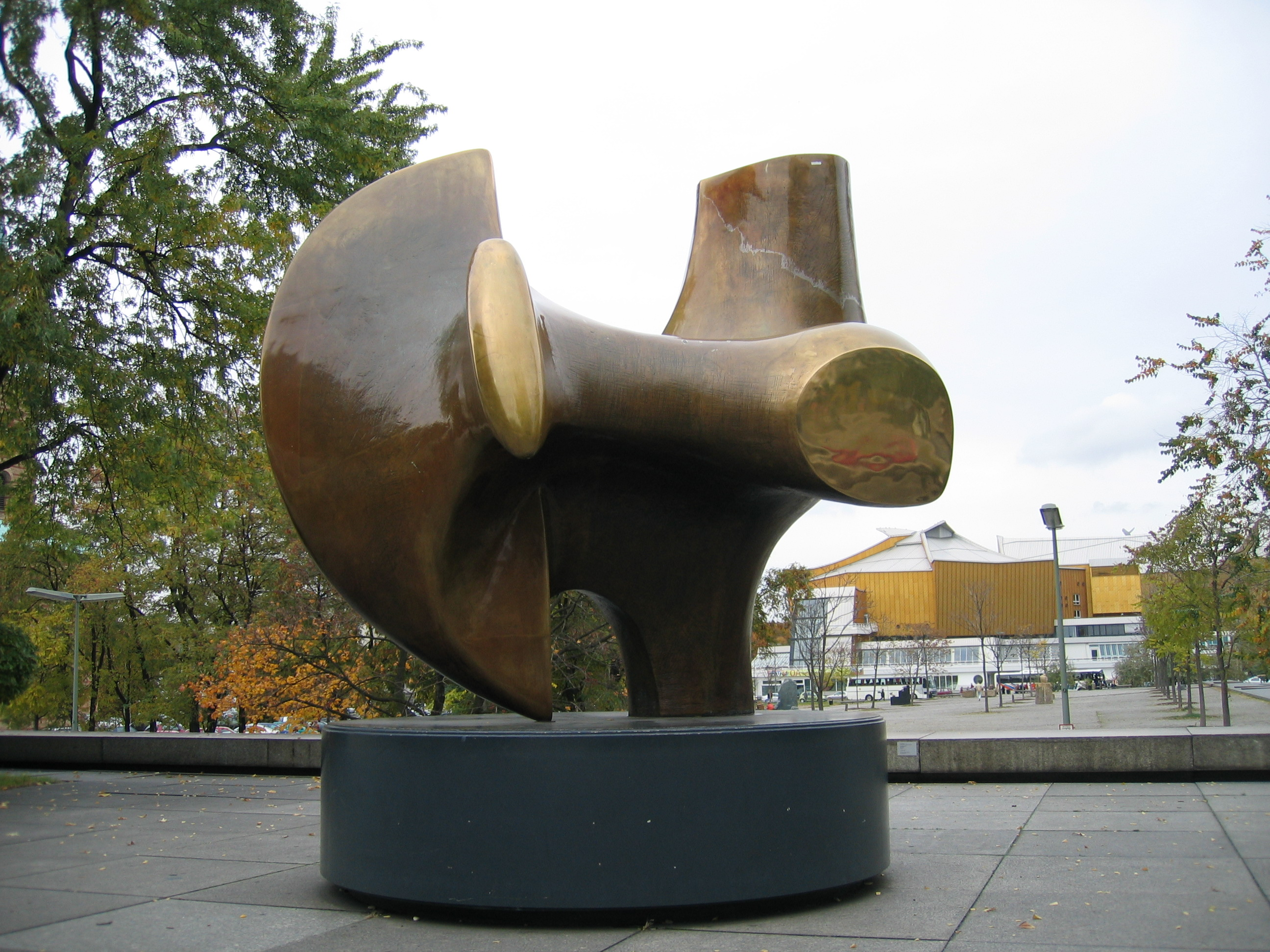
The Archer av Henry Moore
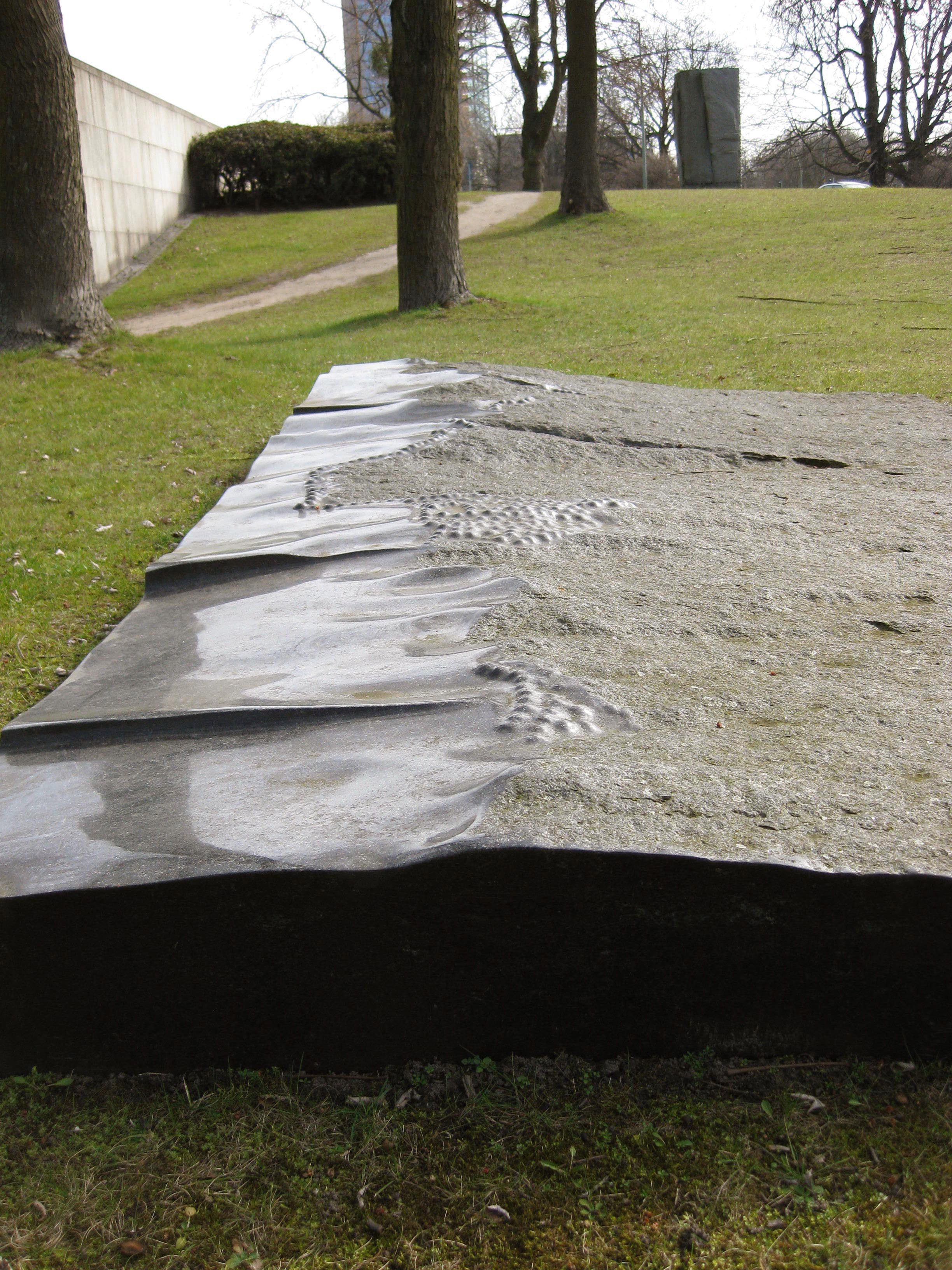
Stenskulptur av Karl Prantl
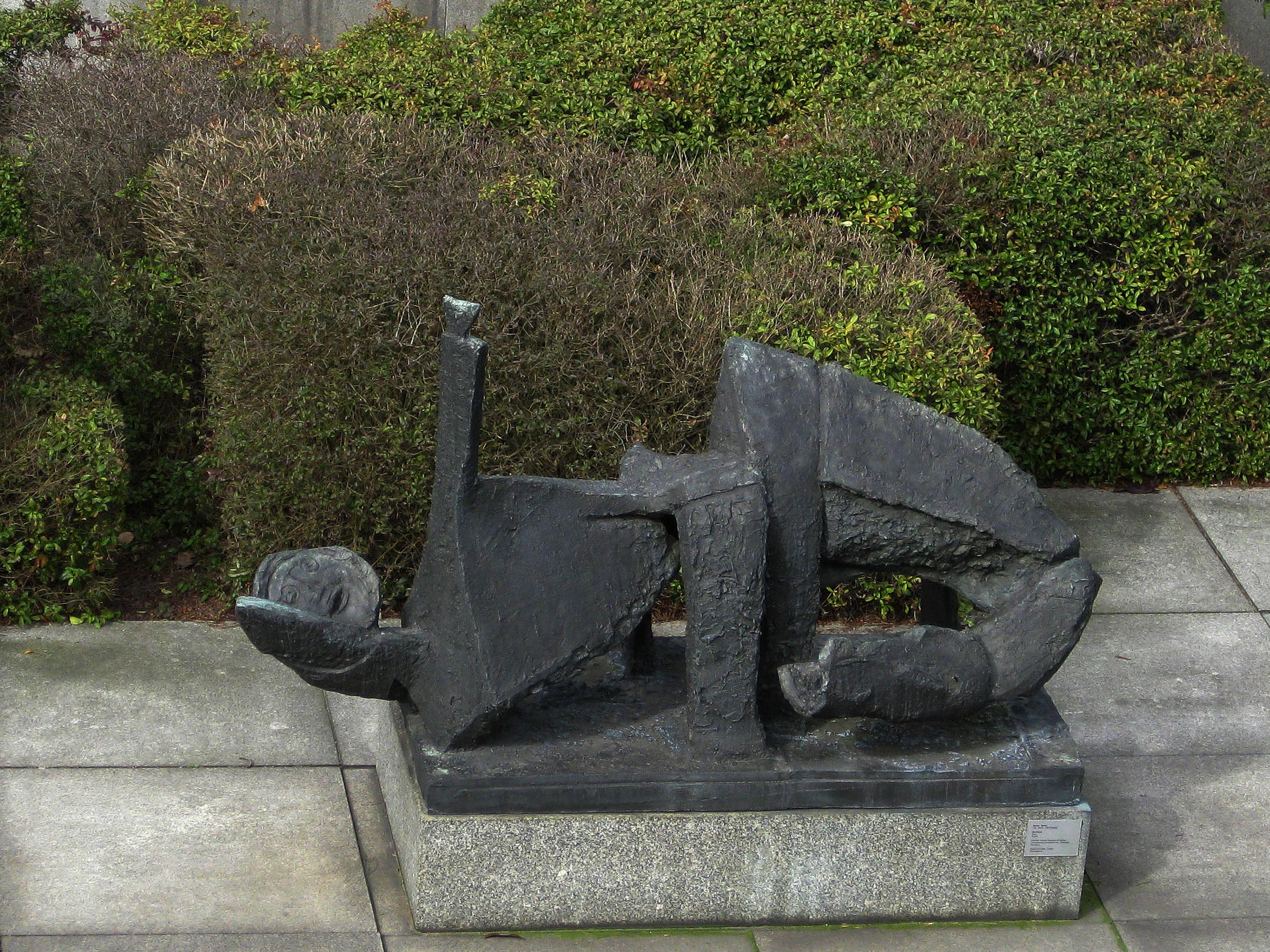
Skriet av Marino Marini
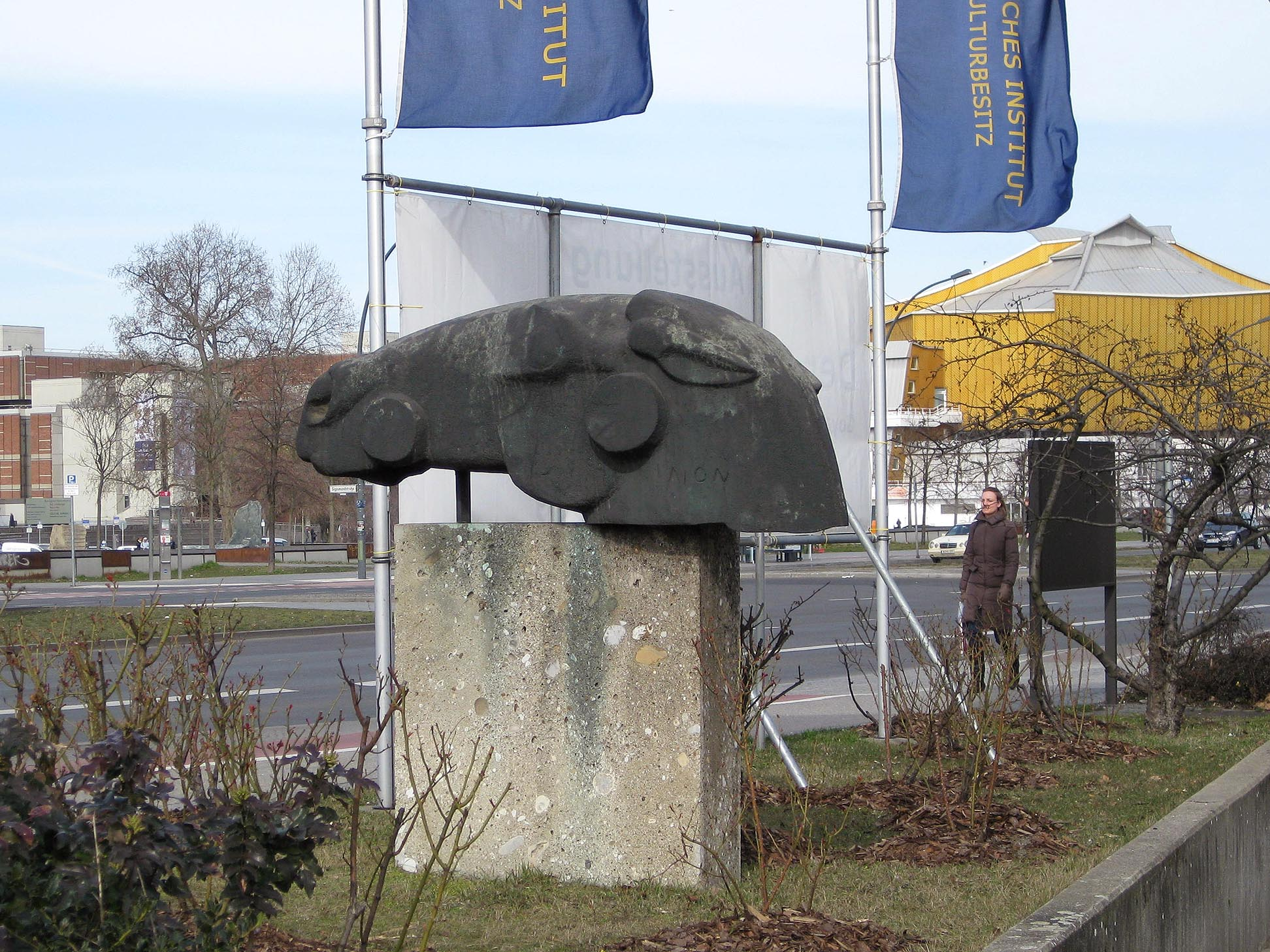
Hästhuvud av Hans Wimmer
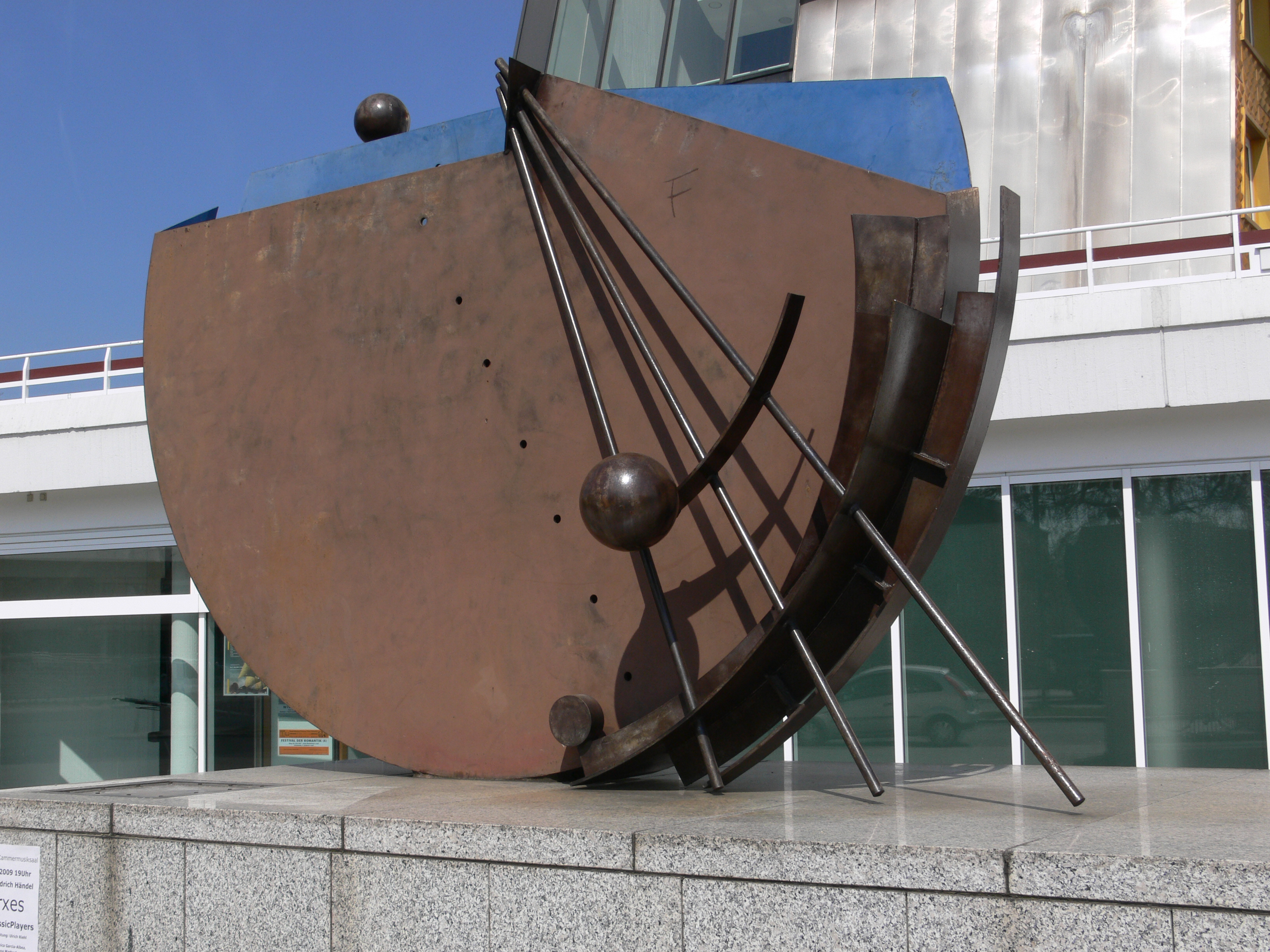
Echo I av Bernhard Heiliger
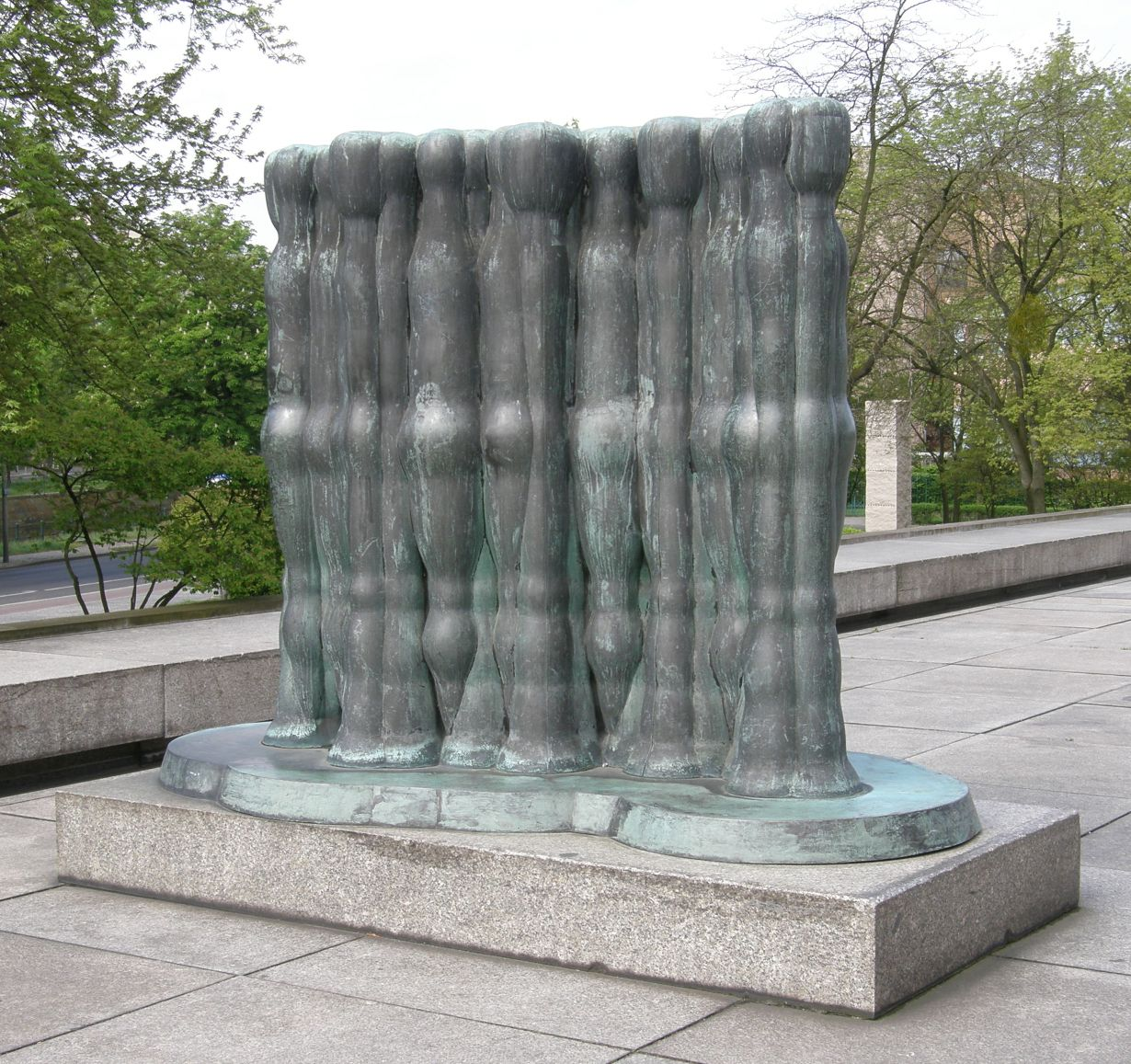
Polis av Joannis Avramidis
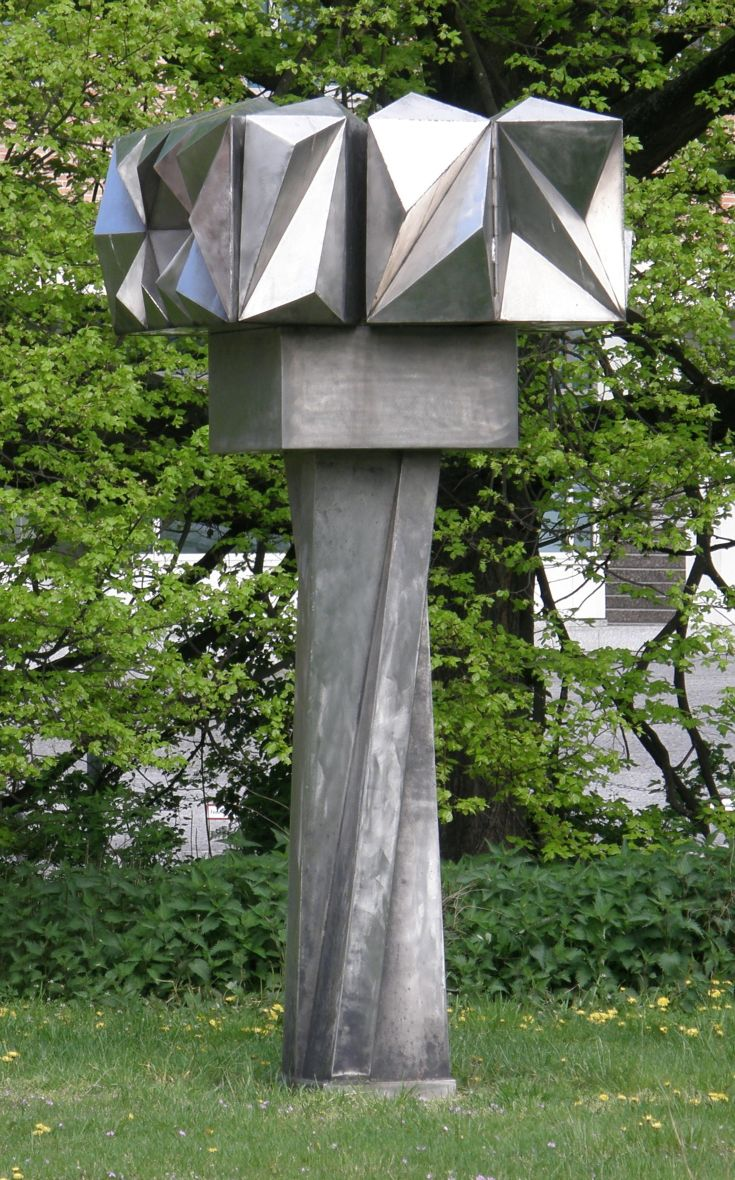
Altar av Volkmar Haase